# Дельта (округ, Колорадо)
Шаблон:StateAbbr_ 38°52′ пн. ш. 107°52′ зх. д. / 38.86° пн. ш. 107.86° зх. д.
Округ Дельта (англ. Delta County) — округ (графство) у штаті Колорадо, США. Офіційно заснований в 1883 році. Адміністративний центр - Делта. Ідентифікатор округу 08029.

## Географія
Згідно з даними Бюро перепису США, загальна площа округу дорівнює 2975,913 км², з яких 2957,783 км² - суша, а 6,5 км² або ж 0,6% складають водойми.

## Історія
Округ утворений 1883 року.

## Демографія
За даними перепису 2000 року загальне населення округу становило 27834 осіб, зокрема міського населення було 6699, а сільського — 21135.
Серед мешканців округу чоловіків було 13972, а жінок — 13862. В окрузі було 11058 домогосподарств, 7940 родин, які мешкали в 12374 будинках.
Середній розмір родини становив 2,89.
Віковий розподіл населення поданий у таблиці:
| Стать    | До 15 років | 15-21 | 22-29 | 30-39 | 40-49 | 50-65 | 65-85 | Понад 85 |
| -------- | ----------- | ----- | ----- | ----- | ----- | ----- | ----- | -------- |
| Чоловіки | 2813        | 1228  | 1078  | 1643  | 2117  | 2583  | 2221  | 289      |
| Жінки    | 2604        | 1087  | 884   | 1583  | 2075  | 2666  | 2519  | 444      |

Склад населення за расою: білі - 92,29%, афроамериканці - 0,52%, корінні американці (індіанці) - 0,76%, азійці - 0,32%, гавайці - 0,03%, представники інших рас - 4,25 %, представники двох або більше рас - 1,83%. Іспаномовні становили 11,39% населення незалежно від їхнього походження.
Віковий склад округу: 24% молодше 18 років, 6,3% від 18 до 24, 23,6% від 25 до 44, 26,5% від 45 до 64 і 26,5% від 65 і старше. Середній вік жителя округу 42 років. На кожні 100 жінок припадає 100,80 чоловіків. На кожні 100 жінок старше 18 років припадає 98,6 чоловіка.
Середній дохід на домогосподарство в окрузі становив 32 785 USD, на сім'ю - 37 748 USD. Середньостатистичний заробіток чоловіка був 31 348 USD проти 19 916 USD для жінки. Дохід на душу населення становив 17 152 USD. Близько 8,5% сімей і 12,1% загального населення перебували за межею бідності, в тому числі - 15% молоді (тих, кому ще не виповнилося 18 років) і 9,6% тих, кому було вже понад 65 років.

## Суміжні округи
- Ганнісон — схід
- Монтроуз — південь
- Меса — північний захід

## Виноски
1. ↑  Find A County. web.archive.org. 31 травня 2011. Архів оригіналу за 12 липня 2012. Процитовано 30 червня 2019.
2. ↑  Bureau, US Census. Geography Program. www.census.gov (амер.). Архів оригіналу за 2 квітня 2019. Процитовано 30 червня 2019.
3. ↑  U.S. Decennial Census. United States Census Bureau. Архів оригіналу за 26 квітня 2015. Процитовано 7 червня 2014.
4. ↑  Historical Census Browser. University of Virginia Library. Архів оригіналу за 11 серпня 2012. Процитовано 7 червня 2014.
5. ↑  Population of Counties by Decennial Census: 1900 to 1990. United States Census Bureau. Архів оригіналу за 31 липня 2014. Процитовано 7 червня 2014.
6. ↑  Census 2000 PHC-T-4. Ranking Tables for Counties: 1990 and 2000 (PDF). United States Census Bureau. Архів оригіналу (PDF) за 18 грудня 2014. Процитовано 7 червня 2014.
7. ↑  State & County QuickFacts. United States Census Bureau. Архів оригіналу за 6 червня 2011. Процитовано 25 січня 2014.(англ.) Наведено за англійською вікіпедією.
8. ↑  American FactFinder. Бюро перепису населення США. Архів оригіналу за 21 травня 2008. Процитовано 31 січня 2008.

| США | Це незавершена стаття з географії США. Ви можете допомогти проєкту, виправивши або дописавши її. |